# Rivendicazione ottomana alla successione di Roma
Dopo la conquista di Costantinopoli nel 1453, i sultani dell'Impero ottomano rivendicarono di essere i legittimi degli imperatori bizantini, che avevano precedentemente governato da Costantinopoli. Basandosi sul concetto di diritto di conquista, i sultani assunsero a varie occasioni gli appellativi del kayser-i Rûm ("Cesare di Roma", uno dei titoli conferiti agli imperatori bizantini nei primi scritti ottomani) e basileus (titolo regnante degli imperatori bizantini). L'assunzione dell'eredità dell'Impero bizantino portò anche i sultani ottomani a pretendere di essere monarchi universali, i legittimi sovrani del mondo intero.
I primi sultani dopo la conquista di Costantinopoli - Maometto II, Bayezid II, Selim I e Solimano I - sostennero fermamente di essere imperatori bizantini e fecero di tutto per legittimarsi come tali. Gli aristocratici greci, ovvero l'ex nobiltà bizantina, furono spesso promossi a posizioni amministrative di alto livello e Costantinopoli venne mantenuta come capitale, ricostruita e notevolmente ampliata sotto il dominio ottomano. L'amministrazione, l'architettura e le cerimonie di corte del primo Impero ottomano successivo al 1453 furono fortemente influenzate dall'ex Impero bizantino. I sultani ottomani usarono la rivendicazione di essere imperatori bizantini per giustificare anche le campagne di conquista contro l'Europa occidentale. Sia Maometto II che Solimano I sognavano di conquistare l'Italia, credendo che appartenesse loro di diritto perché un tempo era stata il cuore dei Romani.
Sebbene la pretesa alla successione imperiale romana non si fermò mai formalmente e i titoli come kayser-i Rûm e basileus non vennero mai formalmente abbandonati, la rivendicazione svanì gradualmente e cessò di essere enfatizzata dai sultani. La ragione principale della rottura con la rivendicazione della legittimità greco-romana è data dalla maggiore evoluzione dell'Impero ottomano verso la pretesa di legittimità politica islamica dal XVI secolo in poi. Ciò era il risultato delle conquiste ottomane nel Levante, in Arabia e nel Nord Africa che trasformarono l'impero da uno stato multi-religioso a uno stato con una popolazione a chiara maggioranza musulmana, fatto che richiese una pretesa di legittimazione del potere politico ancorato nella tradizione islamica invece di quella romana. Il cambiamento nell'identità ottomana fu anche il risultato del conflitto con l'Impero Safavide in Iran, che seguiva l'Islam sciita, portando i sultani ad abbracciare e sottolineare più fortemente la loro fede nell'Islam sunnita. Il titolo Kayser-i Rûm fu utilizzato ufficialmente l'ultima volta nel XVIII secolo e i documenti in lingua greca cessarono di riferirsi al sultano come basileus non oltre il 1876; dopodiché i sovrani ottomani furono nominati in greco come soultanos e padisach.
Il riconoscimento della rivendicazione ottomana di essere imperatori romani fu variabile, sia all'esterno che all'interno dell'Impero ottomano. Gli ottomani erano ampiamente accettati come Romani nel mondo islamico, con i sultani che venivano riconosciuti come imperatori romani. Anche la maggior parte della popolazione cristiana dell'Impero ottomano riconobbe i sultani come i loro nuovi imperatori, ma le opinioni tra l'élite culturale differivano. Alcuni vedevano gli ottomani come infedeli, barbari e tiranni illegittimi, altri li ritenevano divinamente consacrati come punizione per i peccati del popolo bizantino e altri ancora li accettavano come nuovi imperatori. A partire almeno dal 1474 in poi, il Patriarcato ecumenico di Costantinopoli riconobbe i sultani con il titolo basileus. Se le opinioni erano variabili riguardo alla legittimità degli ottomani come sovrani, esse risultavano coerenti in quanto l'Impero ottomano come stato non era visto come la prosecuzione senza soluzione di continuità dell'Impero romano, ma ritenuto piuttosto il suo erede e successore, poiché l'ex impero aveva radici teologiche troppo profonde per essere compatibili con un sovrano musulmano straniero. Pertanto, gli ex bizantini vedevano l'Impero ottomano come erede della legittimità politica e del diritto al governo universale dell'impero precedente, ma senza altre implicazioni teologiche. Nell'Europa occidentale, dove nemmeno gli imperatori bizantini erano stati riconosciuti come Romani, gli ottomani erano generalmente visti come imperatori, ma non come imperatori bizantini. Tra gli occidentali le opinioni sul fatto che i sultani ottomani fossero i successori degli imperatori bizantini o di una serie completamente nuova di governanti erano eterogenee. Il diritto dei sultani ottomani di definirsi imperatori di Roma e di rivendicare il dominio universale fu contestato per secoli dai sovrani del Sacro Romano Impero e dell'Impero russo, i quali rivendicavano entrambi questa dignità per se stessi.

## Sfondo

### Contesto politico

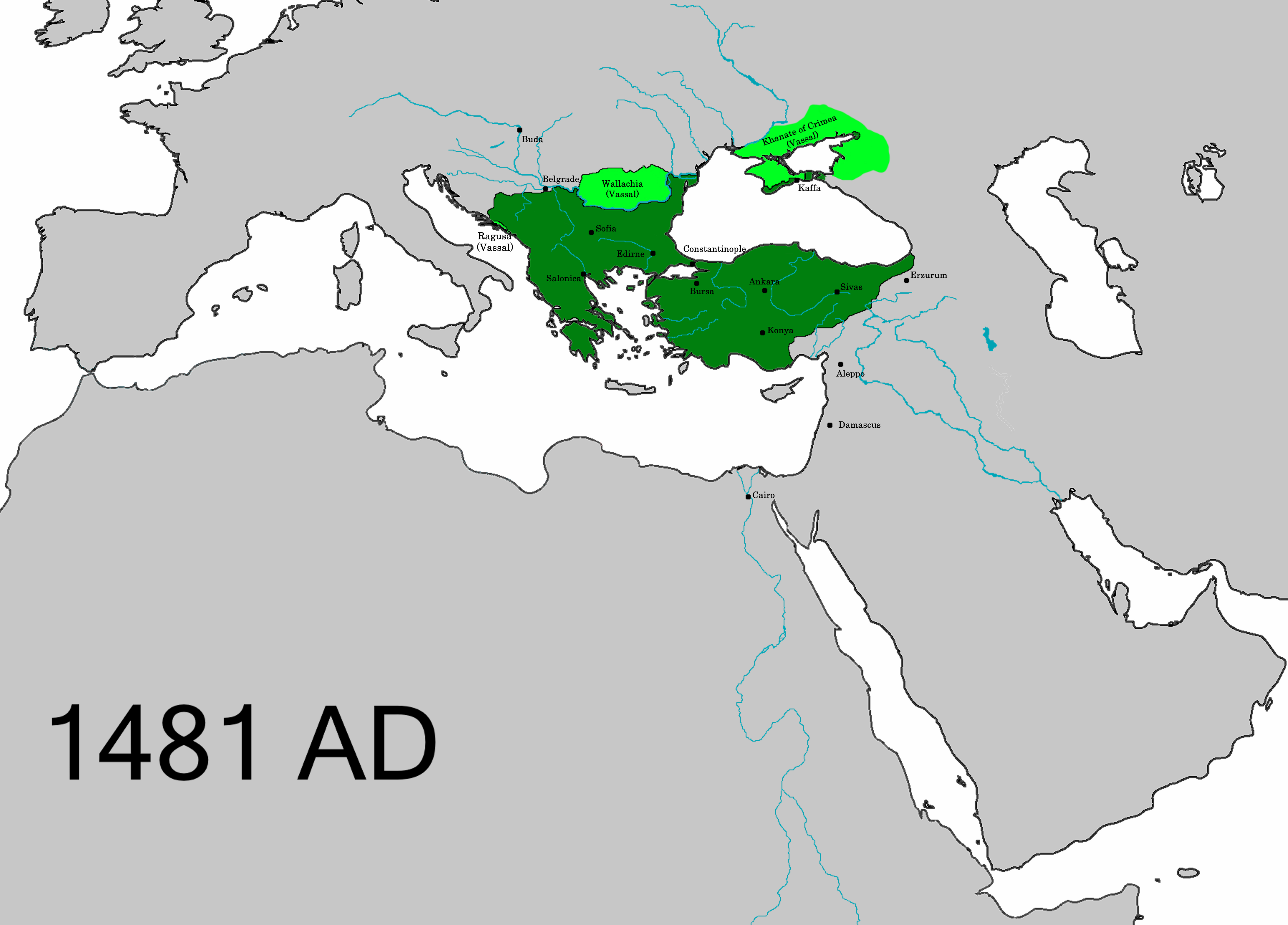
L'Impero ottomano alla morte di Mehmed II nel 1481

L'Impero romano d'Oriente, o bizantino, faceva risalire la sua origine come istituzione alla fondazione di Costantinopoli designata come nuova capitale dell'Impero romano nel 330 da parte di Costantino il Grande. Mentre l'Impero romano d'Occidente cadeva, l'Impero bizantino sopravvisse al V secolo più o meno intatto e la sua popolazione sostenne continuamente di essere Romaioi (Romani), e non Elleni (Greci), sebbene alla fine i confini dell'impero si ridussero gradualmente a comprendere solo le terre di lingua greca. Nel XV secolo, gli imperatori bizantini governavano un impero in disintegrazione e in declino. Nel corso del XIV secolo, l'Impero ottomano conquistò vaste aree di territorio e all'inizio del XV secolo governava gran parte dell'Anatolia, della Bulgaria, della Grecia centrale, della Serbia, della Macedonia e della Tessaglia. L'Impero bizantino, che un tempo si estendeva in tutto il Mediterraneo orientale, era pressoché ridotto alla stessa capitale imperiale Costantinopoli, al Peloponneso ed ad una manciata di isole del Mar Egeo, ed era costretto a rendere i tributi agli ottomani.

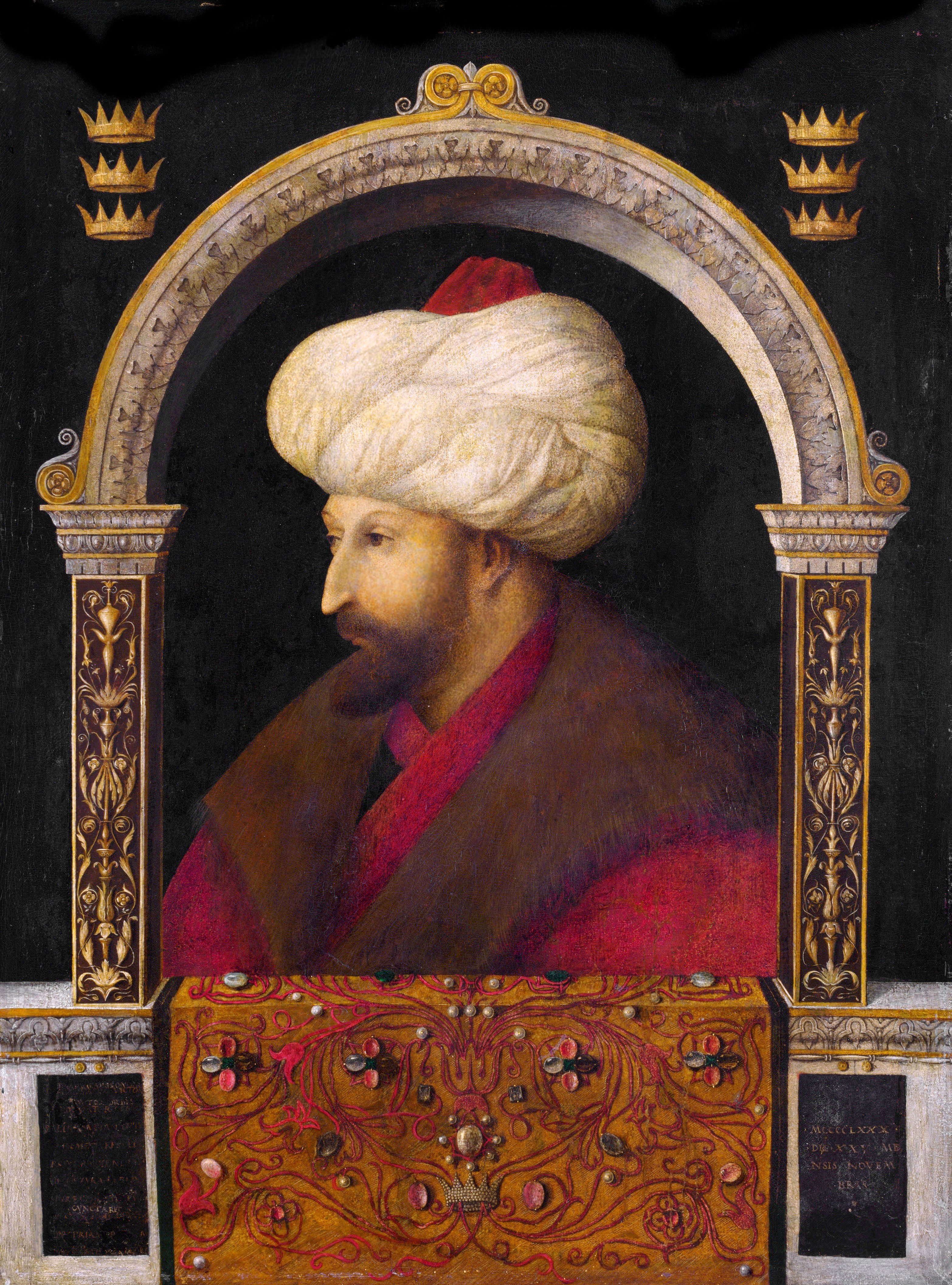
Ritratto del XV secolo di Maometto II di Gentile Bellini

Sotto il sultano Maometto II, l'Impero ottomano conquistò Costantinopoli nel 1453, un evento generalmente ritenuto di aver segnato la fine definitiva dell'Impero romano, così come il passo finale e decisivo nella conquista ottomana delle terre del nucleo centrale dell'ex impero. Il 1453 segnò anche la vera nascita dell'Impero ottomano, che sarebbe arrivato a dominare gran parte del Mediterraneo orientale fino alla sua caduta nel 1922. La conquista di Costantinopoli era stata il sogno degli eserciti islamici sin dall'VIII secolo ed attraverso il suo possesso, Maometto II ed i suoi successori poterono affermare di essere gli eredi degli imperatori romani. Maometto II nutriva un grande interesse per la storia greca romana e classica, un argomento su cui era stato ampiamente istruito dagli insegnanti di corte in gioventù. Emulò Giulio Cesare e Alessandro Magno, e ad un certo punto visitò la città di Troia per vedere le tombe dei mitologici eroi greci Achille e Aiace, e tenne una copia dell'Iliade nella sua biblioteca personale.

### Roma e Bisanzio negli scritti ottomani
Gli ottomani identificarono il titolo padişah con imperatore, ma i primi storici ottomani utilizzavano principalmente tre termini diversi quando si riferivano agli imperatori bizantini: tekfur, fasiliyus e kayser. Il termine tekfur era il più comune ma la sua origine etimoligica risulta controversa. L'opinione maggioritaria ipotizza che abbia origine dall'armeno taghavor (che significa "portatore della corona") mentre alcuni storici ritengono che derivi in via definitiva da un errore di ortografia del nome Nikephoros (derivante dall'imperatore bizantino Niceforo II Foca). Il termine è usato nelle fonti precedenti al 1453 per riferirsi ai servitori del governo bizantino di tutti i ranghi, dagli umili governatori e comandanti fino agli imperatori, e aveva quindi una connotazione umiliante, equiparando gli imperatori agli ufficiali di rango inferiore. Fasiliyus è una forma traslitterata del basileus bizantino, titolo riservato solo all'imperatore bizantino nell'ideologia imperiale bizantina. Kayser deriva dall'antico nome e titolo romano Cesare, che a seconda del periodo aveva implicazioni politiche molto diverse nel mondo romano e bizantino. Proprio come tale, il titolo entrò sia nel mondo slavo nella forma tsar, sia nel mondo turco e persiano nella forma kayser. Alcuni storici ottomani, come Tursun Beg, impiegavano il più elaborato kayser-i Rûm ("Cesare di Roma") per gli imperatori bizantini. Sebbene il riconoscimento dell'Impero bizantino come Impero romano fosse svanito nell'Europa occidentale dopo il IX secolo, i musulmani nel Medioevo riconobbero continuamente l'Impero bizantino come Impero romano. Nelle prime fonti musulmane il termine Rūmī è riferito ai cristiani in generale, ma in seguito è stato circoscritto solamente ai bizantini.

## Storia

### Da Maometto II a Solimano I

#### Titoli

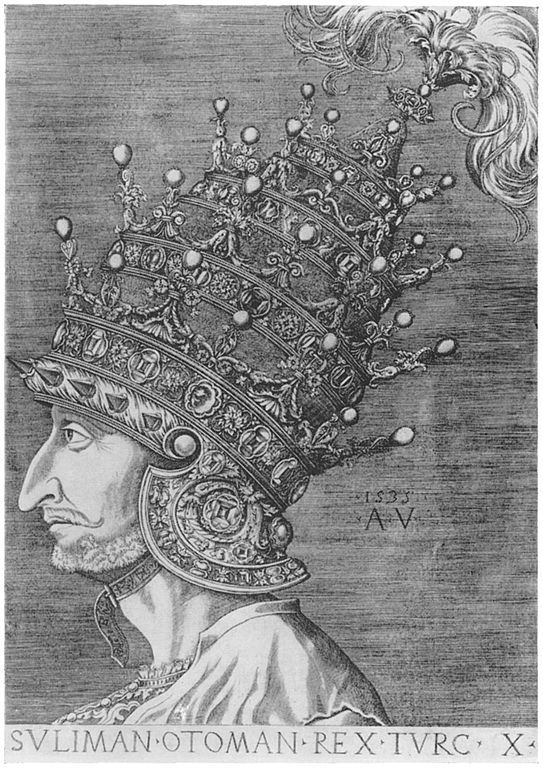
Illustrazione del sultano Solimano I che indossa il suo elmo veneziano, una corona a quattro livelli progettata per sottolineare che il sultano superava anche il papa (che indossava una corona a tre livelli)

Dopo la conquista di Costantinopoli da parte di Maometto II nel 1453, i sultani dell'Impero ottomano abbracciarono i lasciti e l'eredità degli imperatori bizantini e iniziarono a modellarsi come loro eredi. In quanto pretendenti imperatori di Roma, i sultani si consideravano anche ereditari della pretesa bizantina e romana al potere universale. All'indomani della conquista, Maometto si autoproclamò kayser-i Rûm. Ad un certo punto, prima del 1474, fu riconosciuto anche come basileus dal Patriarcato ecumenico di Costantinopoli. Nonostante ciò, Maometto si avvaleva raramente del titolo di kayser o basileus nei suoi documenti ufficiali, sia in quelli scritti in greco che in quelli in altre lingue. Al contrario, la titolatura ufficiale di Maometto seguiva fedelmente quella del padre Murad II. Il suo titolo in lingua greca più comunemente usato era o megas authentis kai megas amiras soultanos o Mechemetpeis ("grande sovrano, grande emiro e sultano Mehmed"). Forse la mancanza di un uso ufficiale di basileus e kayser sotto Maometto derivava dal desiderio di non essere visto semplicemente come un'imitazione degli imperatori bizantini. Un titolo più comunemente utilizzato da Maometto, con chiare connotazioni romane, era "sovrano dei due mari e dei due continenti", che si riferiva alla sua pretesa di governare sia il Mar Nero che il Mediterraneo, nonché entrambe Europa e Asia. In turco, arabo e persiano, i sultani impiegavano più comunemente i titoli padişah e Sultan.
I primi sultani ottomani dopo il 1453 intendevano restaurare sotto di loro qualcosa di simile all'Impero bizantino. Secondo Arnold J. Toynbee, Maometto e i suoi immediati successori potevano quindi essere visti come i rigeneratori dell'Impero bizantino tanto quanto i loro carnefici. Sotto il successore di Maometto, Bayezid II (r. 1481-1512 ), il titolo basileus entrò nell'uso ufficiale. Bayezid, il suo successore Selim I (r. 1512-1520) e il successore di Selim Solimano I (r. 1520-1566) utilizzavano tutti basileus come titolo principale nei documenti in lingua greca. Anche il kayser-i Rûm di Maometto divenne parte integrante del titolo imperiale ottomano. Nei documenti emessi in serbo, Maometto II, Bayezid II e Selim I sono tipicamente indicati con il titolo di "grande e potente tzar", termine derivante in questo caso dal loro uso di kayser. L'identità politica bizantina dei primi sultani ottomani dopo il 1453, oltre ad assumere vari titoli, si manifestò anche in un aumento di protocolli, cerimonie di corte, architetture e simboli mutuati da Bisanzio. Sia Selim che Solimano impiegavano a volte l'uso stilistico di "Imperatore di Costantinopoli", il titolo precedentemente usato comunemente in diplomazia dagli europei occidentali per gli imperatori bizantini. Solimano a volte usava la versione estesa "Imperatore di Costantinopoli e Trebisonda". In turco, "Imperatore di Costantinopoli" era reso come padişah-i Kostantiniye. Nell'uso sultanico è attestata anche la versione "Imperatore dei Romani", padişah-i Rûm.
Nei documenti latini, emessi per corrispondenza diplomatica con i governanti dell'Europa occidentale, i sultani ottomani impiegavano spesso il titolo latino imperator. In un trattato di pace del 1489 tra Bayezid II e la Polonia, il sultano assunse il titolo Dei gratia Asiae, Greciae etc. Imperator Maximus ("per grazia di Dio il grande imperatore dell'Asia, della Grecia ecc"). In una successiva pace del 1494, Bayezid si definì Dei gracia Imperator ambarum terrarum, Asiae atque Europae et marium Magnus Sultanus ("per grazia di Dio l'imperatore dei due continenti, di Asia e Europa, e dei [due] mari, il grande sultano"). Un trattato di pace del 1519 tra la Polonia e Selim I, scritto in italiano, intitola il sultano come Per la Divina favente clementia Grande Imperator di Constantinopoli, di Asia, Europa, Persia, Soria et Egipto et Arabia et de li mari ecc. ( "per grazia di Dio il grande imperatore di Costantinopoli, dell'Asia, dell'Europa, della Persia, della Siria, dell'Egitto e dell'Arabia e dei due mari ecc.").

#### Politica e società

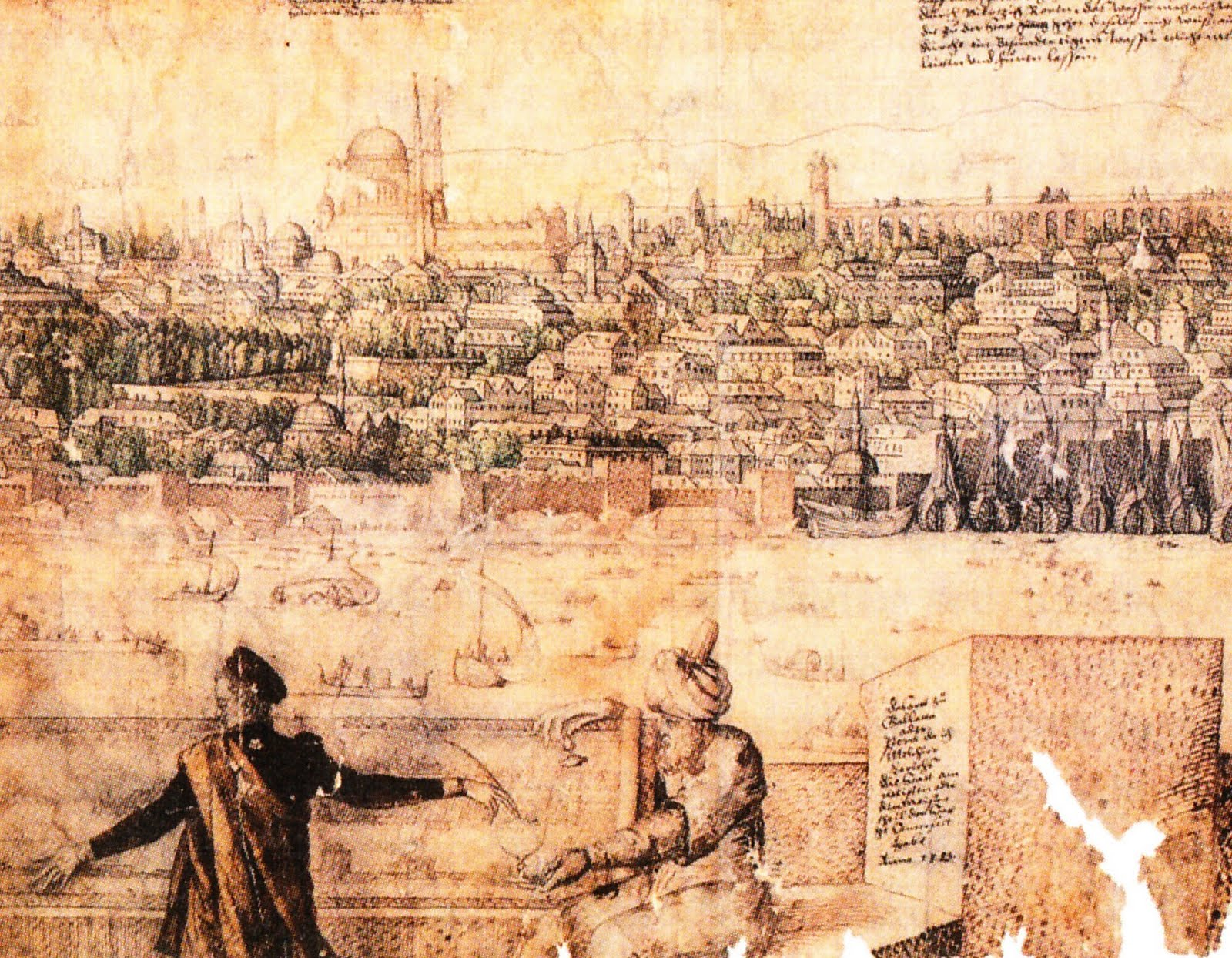
Illustrazione del XV secolo della Costantinopoli ottomana di Melchior Lorck

Maometto II e i suoi immediati successori presero molte iniziative per legittimare il loro governo come imperatori romani. Tra i vari atti, designarono Costantinopoli come capitale e promossero molti aristocratici greci a posizioni governative d'élite. Tra il 1453 e il 1516, i gran visir ottomani, la più alta carica governativa oltre al sultano, erano di varia origine etnica e religiosa. I titolari della carica durante questo periodo di tempo includevano Zagan Pascià (un ex cristiano rinnegato) e Mahmud Pascià Angelović (un aristocratico serbo di discendenza imperiale bizantina). Dal 1453 in poi, gli ottomani si riferirono a Costantinopoli come Istanbul, un nome derivato dalla frase greca eis tin polin ("alla città"). Formalmente e ufficialmente, il nome della città rimase comunque Costantinopoli, reso Kostantiniyye in turco, fino al 1930, dopo la caduta dell'Impero ottomano. La scelta di fare di Costantinopoli la capitale derivava dalla storia imperiale della città e dalla sua posizione strategica. Anche dopo la sua morte, Maometto continuò a insistere di essere imperatore romano: nel suo testamento scelse come luogo di sepoltura Costantinopoli, invece del più antico luogo di sepoltura dei sultani ottomani, Bursa. La cerimonia funeraria di Maometto nel 1481 fu modellata su quella di Costantino il Grande. Negli ultimi decenni di dominio bizantino, la popolazione di Costantinopoli diminuì drasticamente ma sotto gli ottomani aumentò nuovamente grazie agli sforzi dei sultani, che popolarono la capitale non solo da turchi ma anche di popoli di diverse etnie che si trasferirono da tutto l'impero. Entro la fine del XVI secolo, la popolazione della città potrebbe aver raggiunto fino a 250.000 abitanti, rendendola la città più grande d'Europa. Costantinopoli rimase multietnica e multi-religiosa per gran parte della storia ottomana, in un'epoca in cui molti altri governi in Europa imponevano identità nazionali e credenze religiose.
L'affermazione dei sultani ottomani di essere imperatori romani fu utilizzata per giustificare l'espansionismo nelle ex terre di Roma. Nel 1480, Maometto lanciò un'invasione infruttuosa dell'Italia, il primo passo previsto in una campagna per conquistare la stessa Roma. Sotto Solimano, le pretese ottomane alla legittimità romana raggiunsero il loro apice. Scrivendo sull'assedio di Vienna di Solimano nel 1529, lo storico italiano dell'epoca Paolo Giovio affermò che Solimano credeva che tutta l'Europa occidentale fosse legittimamente sua poiché era il legittimo successore di Costantino il Grande. Nelle guerre di Solimano contro le potenze dell'Europa occidentale, un grido di battaglia comune era "A Roma! A Roma!". Durante il suo attacco all'isola italiana di Corfù nel 1537, Solimano, come Maometto prima di lui, meditò anche di invadere l'Italia continentale per conquistare Roma. Solimano organizzò parate a Costantinopoli che erano coscientemente modellate sul trionfi dell'antica Roma, e costruì anche la Moschea Süleymaniye, destinata a eguagliare lo splendore di Santa Sofia. Il giurista ottomano dell'epoca Ebussuud Efendi paragonò Solimano sia a Giulio Cesare che all'antico sovrano achemenide Ciro il Grande, scrivendo che Solimano era un "Cesare di Cesari" e un "Ciro dei Ciri", arrivando persino ad affermare che era un "spezzatore di Cesari" e "colui che gettava polvere in faccia a Ciro e a Cesare". In un'iscrizione di Bender, in Moldavia, Solimano usò il titolo şeh-i Bagdad ve 'Iraq kayser-i-Rûm Mısra sultanım ("Shah di Baghdad e Iraq, Cesare di Roma e Sultano d'Egitto").

### Orientamento all'identità politica islamica

#### Cambiamenti nella titolazione e nell'ideologia

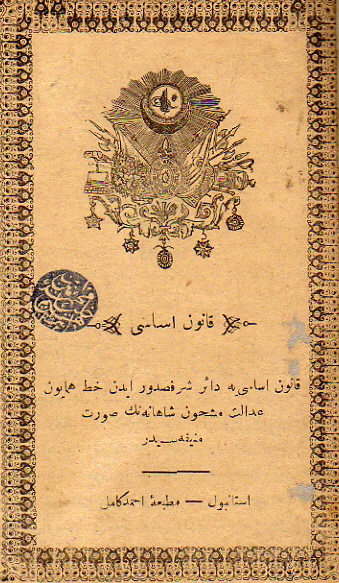
Prima pagina della costituzione ottomana del dicembre 1876 (Kanun-i esasi). La traduzione greca ufficiale di questo documento ha stabilito il titolo greco del sultano come soultanos e padisach invece di basileus.

L'identità politica ottomana, fondata sull'idea che l'impero fosse il successore o la continuazione dell'impero bizantino svanì gradualmente. Quando gli ottomani conquistarono maggiori territori nel Levante, in Arabia e nel Nord Africa all'inizio del XVI secolo, l'identità islamica dell'impero e dei suoi governanti aumentò come risultato della sua popolazione ora a maggioranza musulmana. Il conflitto e la rivalità con l'Impero Safavide in Iran, che seguiva l'Islam sciita, portarono anche i sultani ad abbracciare e sottolineare più fortemente la loro fede nell'Islam sunnita. Come risultato di questi fattori, il XVI secolo vide un importante cambiamento nell'identità collettiva dell'Impero ottomano, da uno stato multireligioso a uno più tradizionale sunnita ortodosso. Tuttavia, un gran numero di cristiani continuò a vivere entro i confini dell'impero, e nella diplomazia internazionale i sultani dovettero fare i conti con i monarchi cristiani. Ciò significava che, sebbene i sultani diventassero meno pragmatici e tolleranti, le idee della legittimità cristiana e greco-romana non potevano essere completamente abbandonate.
Come parte del crescente orientamento verso l'identità politica islamica, la corte ottomana smise di rilasciare ufficialmente i documenti in caratteri diversi dall'arabo nel 1525. Sebbene le traduzioni dei documenti ufficiali fossero fatte ed emesse da funzionari e governatori inferiori, nonché a fini diplomatici, non portarono più la tughra (la firma del sultano), che appariva solo nei documenti in arabo. In quanto tali, i sultani cessarono di impiegare ufficialmente titoli come basileus, imperator e tsar per se stessi, adoperando nella maggior parte dei casi solo Sultan e/o padişah. Alla fine, i sultani ottomani dimenticarono verosimilmente che i titoli stranieri come basileus fossero mai stati usati ufficialmente dai loro predecessori. Allo stesso tempo, continuarono a negare in corrispondenza ad altri monarchi lo stile di padişah, il che rivela che se da un alto gli stessi titoli stranieri erano stati dimenticati, dall'altro le loro implicazioni non lo erano. Anche se non utilizzarono più per se stessi basileus, i sultani ottomani dopo il regno di Solimano I sostenevano a volte di essere ancora imperatori romani. Ahmed I (r. 1603–1607) si riferiva a se stesso nei suoi titoli come sahib-kıran-i memalik-i-Rûm ve 'Acem ve 'Arab ("il signore della fortunata congiunzione dei regni Romano, Persiano e Arabo"). Il successivo Mehmed IV (r. 1648–1687) impiegava lo stile ferman-ferma-yi memalik-i-Rûm ve 'Arab ve 'Acem ("colui che impartisce ordini ai regni Romano, Arabo e Persiano"). Lo stile kayser o kayser-i Rûm rimase in uso dai sultani fino al XVIII secolo.
Dopo il 1525, le traduzioni in lingua greca dei documenti ufficiali ottomani da parte di governatori e funzionari continuarono a definire i sultani come basileus. Un esempio tardo proviene dagli scritti storici del poeta greco Kaisarios Dapontes (1713-1784), che nella sua storia dell'Impero ottomano della fine del XVII secolo, scritta su richiesta del principe valacco Costantino Mavrocordatos, chiama Mehmed IV basileus. La pratica di riferirsi al sultano come basileus in questo modo giunse alla sua conclusione decisiva nel dicembre 1876, quando la costituzione ottomana (Kanun-i esasi) fu ufficialmente tradotta in greco e i termini "sultano" (Σουλτάνος, soultanos) e padişah (ΠΑΔΙΣΑΧ, padisach) vennero utilizzati sistematicamente, al posto dii basileus o kaisar (la versione greca di Caesar).
I sultani ottomani ripresero a usare imperator nel XIX secolo ai fini della diplomazia internazionale. L'uso del termine questa volta non rifletteva più i sultani ottomani che si consideravano superiori agli altri monarchi e come gli unici veri imperatori, ma rifletteva invece i loro desideri di uguale riconoscimento tra gli altri governanti d'Europa. A questo punto, numerosi altri monarchi europei si riferivano a se stessi come imperatori, inclusi non solo gli imperatori tedeschi e austriaci, ma anche i sovrani di Francia, Russia e Gran Bretagna.

#### Identità romana tra i turchi ottomani
Anche se gli autori occidentali dalla fondazione dell'Impero ottomano si riferivano all'impero come "turco" e ai suoi abitanti come "turchi", questa non era l'identità adottata dall'impero stesso o dalla sua popolazione. Anche se i primi sultani enfatizzavano a volte la loro discendenza dai turchi oghuz quando si trovavano in competizione con altri beilicati anatolici, l'enfasi sull'identità turca da parte dei sultani e dei loro sudditi svanì rapidamente dopo che iniziarono a rivendicare l'eredità del mondo greco-romano. "Turco" divenne un termine dispregiativo, usato dall'élite ottomana per i popoli nomadi turchi e i contadini di lingua turca in Anatolia; chiamare quindi "turchi" gli abitanti musulmani di Costantinopoli erano considerato offensivo. Nella prima età moderna, molti turchi ottomani, soprattutto quelli che vivevano nelle città e non facevano parte dell'esercito o dell'amministrazione, si autoidentificavano comunemente invece come Romani (Rūmī, رومى), in quanto abitanti dell'ex territorio bizantino. Applicato ai turchi ottomani, Rūmī iniziò a cadere in disuso alla fine del XVII secolo, e tale parola venne invece sempre più associata solo alla popolazione greca dell'impero, che aveva continuamente mantenuto l'identità romana dal 1453, e con un significato che è conosciuto ancora oggi in Turchia.
Il termine "Impero ottomano" non è mai stato usato ufficialmente all'interno dallo stato ottomano. Deriva dalla designazione francese del XIX secolo l'Empire Ottoman, usata nella diplomazia internazionale, ma non esisteva un concetto corrispondente all'interno dell'impero. Diversi aspetti dello stato, delle persone e del territorio erano chiamati Devlet-i Âliyye-i Osmaniye ("l'elevato stato/dinastia ottomana"), Âl-i Osman ("la famiglia/dinastia di Osman"), tebaa ("i sudditi/ gregge") e Memâlik-i Mahrûse ("i domini ben protetti"). Nei secoli precedenti, diversi nomi usati per lo stato ottomano riflettevano la sua assunzione dell'eredità di Roma. Nell'opera del 1581 dello storico ottomano Mustafa Ali Nuṣḥatü's-selāṭīn ("consiglio per i sultani"), sono impiegati diversi termini per l'impero, tra cui memalik-i Osmaniye ("regni ottomani"), âl-i Osman, diyar-i Rûm ("terre di Roma"), memalik-i Rum ("regni romani"), milket-i Osman ("attributi di Osman") e solo Rûm ("Roma").

## Riconoscimento contemporaneo

### Riconoscimento da parte dei sudditi cristiani

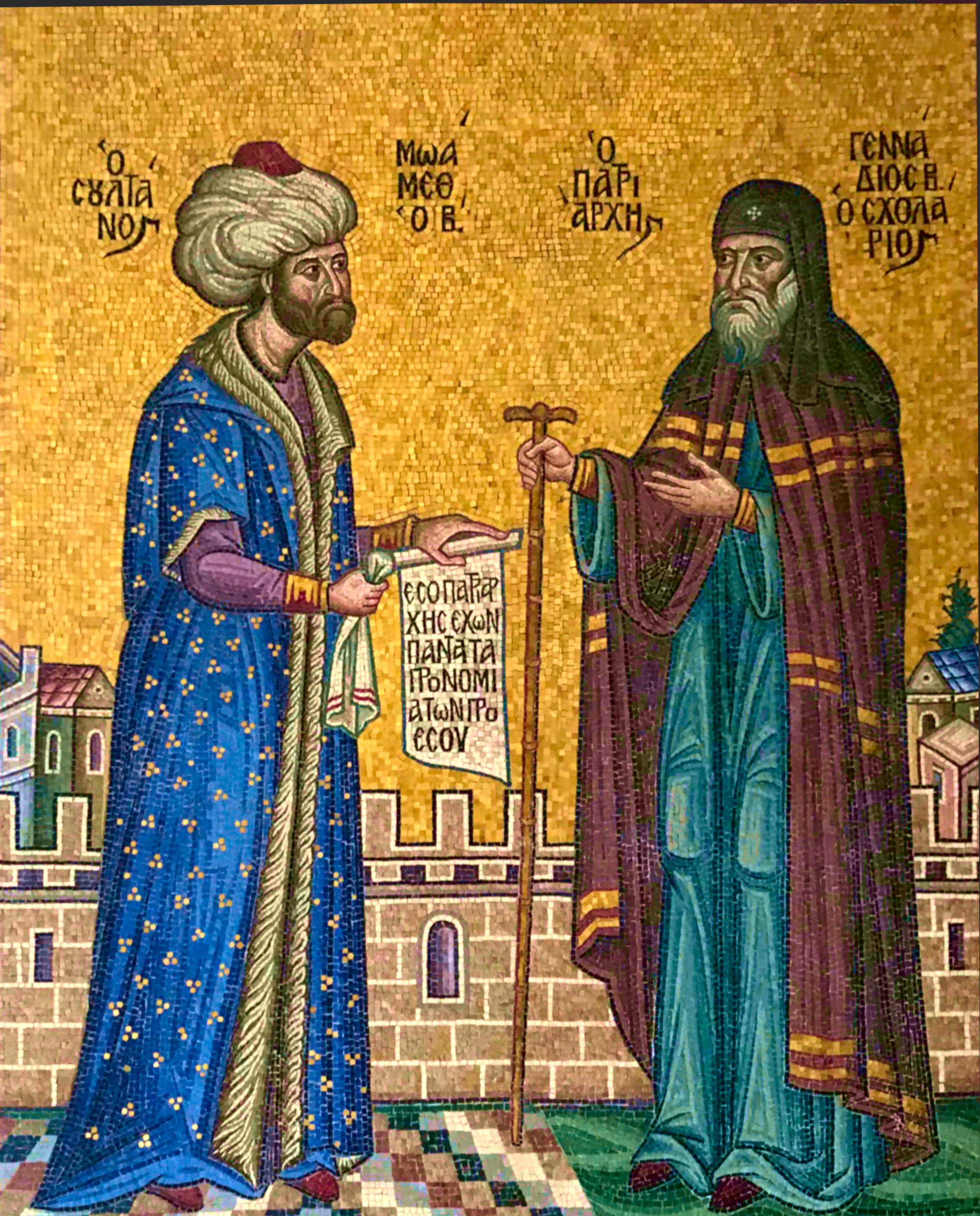
Mosaico raffigurante il sultano Maometto II (a sinistra) e il patriarca Gennadio II (a destra)

Nell'ideologia imperiale bizantina, il possesso di Costantinopoli era il fattore chiave di legittimazione per un imperatore, poiché i governanti che non controllavano la città, ma rivendicavano il titolo di imperatore, erano visti come operanti in modo innaturale. Nonostante l'evidente declino territoriale dell'Impero bizantino nel corso della storia, i bizantini, che erano ben consapevoli di ciò, non credevano in nessun modo che il loro impero sarebbe giunto alla fine, poiché si pensava che l'Impero romano era destinato a durare fino alla seconda venuta di Cristo. Poiché si ritenne che gli ottomani avessero ottenuto Costantinopoli attraverso il diritto di conquista, gran parte della popolazione cristiana sia di Costantinopoli che del più ampio Impero ottomano vide Maometto II come il legittimo nuovo imperatore romano dal 1453 in poi. Agendo in questo ruolo di imperatore, Maometto nominò un nuovo Patriarca di Costantinopoli, Gennadio II Scholarios, con tutto lo sfarzo e la cerimonia precedentemente associati alla nomina dei patriarchi durante il dominio bizantino. La nomina di Gennadio conferì a Maometto ulteriore legittimità agli occhi dei suoi sudditi cristiani e diede anche ai sultani ottomani un certo livello di controllo sulla Chiesa ortodossa orientale. Nel 1474, il Patriarcato ecumenico di Costantinopoli riconobbe Maometto come basileus, poiché un registro sinodale di quell'anno applicò questo titolo al sultano. Il riconoscimento come basileus è significativo, poiché gli storici bizantini non hanno mai applicato questo termine agli usurpatori o ai sovrani illegittimi, che erano invece indicati come "tiranni".
Nonostante l'assunzione dell'eredità bizantina e il riconoscimento da parte del patriarcato e della vasta popolazione, gli storici greci dopo la caduta di Costantinopoli impiegarono raramente il termine basileus ai sultani ottomani. A grandi linee, ci sono tre punti di vista generali sugli ottomani nelle storie greche successive al 1453. Il primo punto di vista afferma che gli ottomani fossero infedeli, barbari e tiranni illegittimi, una visione meglio conosciuta dagli scritti di Ducas e Bessarione, rifugiati bizantini che erano fuggiti nelle terre cattoliche e speravano di ispirare una crociata anti-ottomana. La seconda visione, promossa dal Patriarcato ecumenico, non negava che il dominio ottomano fosse illegittimo o tirannico, ma promuoveva l'idea che i sultani fossero stati divinamente consacrati per punire i peccati del popolo bizantino e che quindi dovessero essere tollerati. In sostanza, questa spiegazione teologica del dominio ottomano dipinge i sultani come inviati da Dio per proteggere il popolo dell'impero dai tentativi degli imperatori paleologi di riunificare la Chiesa ortodossa orientale con la Chiesa cattolica. La terza e meno diffusa opinione tra gli storici era un'accettazione della situazione corrente, vedendo i sultani ottomani come governanti legittimi e in alcuni casi spingendosi persino ad appellarli con il titolo di basileus. Nella maggior parte dei casi, gli storici che esprimono questo punto di vista sono coloro che hanno servito direttamente o sono stati associati al regime ottomano. Tra gli storici che servirono il regime ottomano si annoverano alcune figure come Giorgio di Trebisonda e Michele Critobulo, che usavano entrambi basileus per i sultani. Tra coloro che chiamavano il sultano basileus c'erano anche quegli storici che erano critici nei confronti dei defunti imperatori paleologi, come Laonico Calcondila. Giorgio di Trebisonda scrisse elogi per Maometto alla morte di quest'ultimo nel 1481, in cui il sultano è chiamato autokrator e basileus basileon (imperatore degli imperatori). Nella mente di Giorgio di Trebisonda fu il possesso di Costantinopoli a fare di Maometto il legittimo imperatore romano: "nessuno può dubitare che sia imperatore dei Romani. Colui che tiene in mano la sede dell'impero è imperatore di diritto; e Costantinopoli è il centro dell'Impero romano". Calcondila risulta contraddittorio nel fatto che il sultano sia chiamato semplicemente basileus o "basileus dei turchi". Probabilmente basileus senza qualificazione voleva implicare il potere universale. Giorgio Amiroutzes, un altro storico che servì Maometto, descrisse il sultano nei suoi scritti come "basilieus dei Greci e dei Romani".
Riconoscere il dominio ottomano, per il secondo e il terzo punto di vista, non era semplicemente opportunistico. La caduta di Costantinopoli aveva contribuito a un diffuso pessimismo tra la popolazione greca e, a differenza della caduta della città nella IV Crociata nel 1204, non vi era alcuna possibilità che l'impero fosse mantenuto in vita in esilio, né che fosse restaurato in un prossimo futuro. Anche se l'Impero ottomano, come risultato dell'assunzione dell'eredità del precedente impero bizantino, non veniva considerato uno stato completamente nuovo dalla popolazione cristiana, risultava tuttavia anche impossibile vederlo come la continua prosecuzione dell'Impero bizantino. Nella mente dei cristiani, l'ex impero aveva radici teologiche troppo profonde per essere compatibile con un sovrano musulmano straniero. L'Impero ottomano era invece spesso visto come il successore ed erede dell'Impero bizantino, attraverso il concetto della translatio imperii, ereditandone la legittimità politica e il diritto al dominio universale, ma presentava le altre implicazioni teologiche.
La dinastia ottomana rivendicò l'ascendenza bizantina almeno dal XVI secolo in poi, sostenendo che Ertuğrul, il padre del fondatore della dinastia di Osman I, era figlio di Suleyman Shah, che a sua volta era presumibilmente figlio di Giovanni Tzelepes Comneno, un principe rinnegato della dinastia dei Comneni e nipote dell'imperatore Alessio I. A causa della distanza cronologica tra alcuni dei presunti antenati, questa particolare linea di discendenza è improbabile e la presunta discendenza di Comneno fu probabilmente creata come espediente di legittimazione nei confronti dei molti cristiani ortodossi governati dagli ottomani musulmani. Alcuni dei sudditi cristiani dell'Impero ottomano accettarono l'affermazione della discendenza di Comneno. Tra gli storici dell'epoca, la tesi fu avanzata dal greco Teodoro Spandugino nel XVI secolo e dal cronista valacco Radu Popescu nel XVIII secolo. In tal senso, una numero limitato di sudditi ottomani cristiani vide gli ottomani non come conquistatori stranieri, ma discendenti imperiali bizantini aventi un diritto legittimo all'impero.

### Riconoscimento a livello internazionale

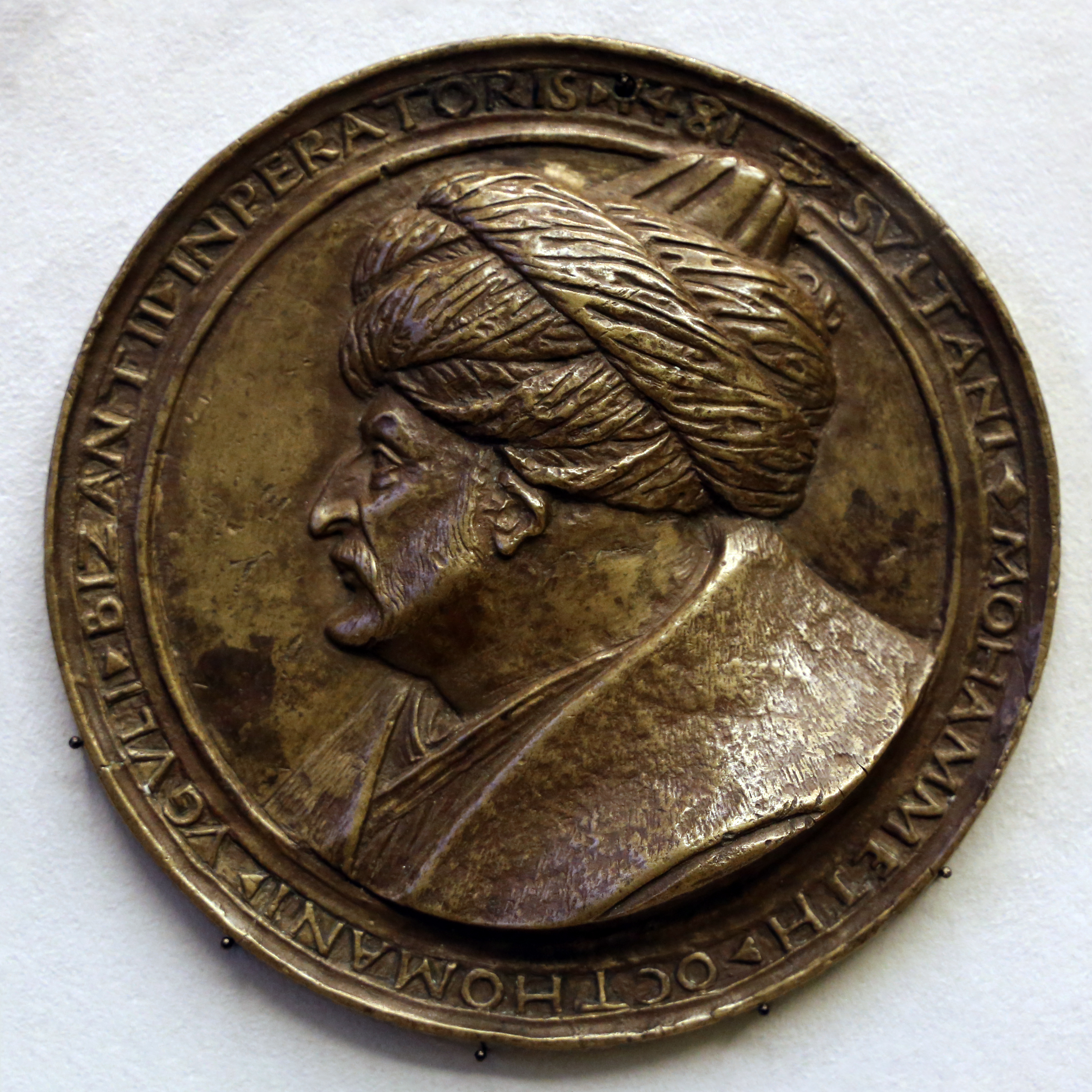
Medaglione del 1482 di Costanzo da Ferrara raffigurante Maometto II. I titoli usati per il sovrano includono sia "sultano" (sultani) che "imperatore bizantino " (Bizantii inperatoris).

Gli ottomani erano ampiamente riconosciuti come "Romani" nel mondo islamico. Nel XVI-XVIII secolo, gli amministratori ottomani inviati a governare i territori egiziani e arabi erano quasi sempre indicati dagli scrittori arabi contemporanei come Arwam (Romani). Gli imperatori dell'Impero Moghul riconobbero gli ottomani come imperatori romani; diversi documenti Moghul si riferiscono ai sultani ottomani come Qaiser-i-Rum, Sultan-i-Rum ("Sultano di Roma") o Khawandkar-i-Rum ("Signore di Roma"). Una manciata di fonti al di fuori del mondo islamico collegava anche gli ottomani con i Romani. Fonti portoghesi del XVI secolo si riferiscono agli ottomani che combatterono nell'Oceano Indiano come "rumes" e la dinastia cinese Ming si riferiva agli ottomani come Lumi (魯迷), una traslitterazione di Rūmī, e a Costantinopoli come Lumi cheng (魯迷城, "città di Lumi", ovvero "Città romana").
Sembra che gli europei occidentali riconoscessero i sultani ottomani come imperatori, ma non come imperatori romani, lo stesso approccio che avevano con i precedenti imperatori bizantini. L'approccio di ritenere gli ottomani come legittimi successori degli imperatori bizantini era eterogeneo. Nel XV secolo Ciriaco d'Ancona, il padre dell'archeologia, ad esempio, si era recato nell'accampamento di Maometto II in qualità di lettore di testi della classicità romana e greca, sperando che il sovrano ottomano potesse assumere l'eredità culturale degli imperatori bizantini. La pretesa degli ottomani di essere imperatori romani fu rivendicata dai sovrani del Sacro Romano Impero, che avevano a lungo sostenuto (in opposizione agli imperatori bizantini) che questa dignità appartenesse a loro, così come i russi imperatori, che vedevano Mosca, in virtù di essere la più forte sede rimasta della Chiesa Ortodossa orientale, come la Terza Roma, in successione a Roma e Costantinopoli. Non sembra esserci stato un ampio sostegno per nessuna delle due rivendicazioni tra la popolazione di altri stati dell'Europa occidentale, nonostante quest'ultima fosse cristiana e avesse un notevole pregiudizio contro i turchi. Nelle fonti polacche del XVI e XVII secolo, che discutono della lunga rivalità tra gli imperatori del Sacro Romano Impero e i sultani ottomani, la lingua politica si riferisce solo a entrambi come sovrani stranieri, entrambi considerati imperatori, ma nessuno dei due visti come "di Roma": gli imperatori del Sacro Romano Impero erano chiamati "imperatori cristiani" e i sultani come "imperatori turchi".
Come parte della loro rivendicazione di essere imperatori e della loro pretesa di dominio universale, i sultani ottomani consideravano pochi monarchi stranieri come loro eguali. Gli imperatori del Sacro Romano Impero erano visti come "re di Vienna" piuttosto che come imperatori. A causa delle relazioni diplomatiche di lunga data e delle numerose alleanze contro gli Asburgo, gli unici sovrani stranieri che gli ottomani riconobbero come padişah furono i re di Francia, che non rivendicavano essi stessi di essere imperatori. Le richieste di altri monarchi di essere trattati alla pari furono ignorate o completamente respinte. Il trattato di Costantinopoli del 1533 tra il sultano Solimano I e l'imperatore del Sacro Romano Impero Carlo V proibiva esplicitamente a tutti i suoi firmatari di fare riferimento a chiunque come imperatore, a eccezione del sultano ottomano. Dopo questo trattato, Solimano si considerava come se avesse strappato formalmente al suo rivale il titolo di imperatore romano. Dopo l'inconcludente lunga guerra turca nel 1606, il sultano Ahmed I fu costretto ad essere leggermente più generoso del suo predecessore nei titoli applicati all'imperatore del Sacro Romano Impero Rodolfo II nella pace di Zsitvatorok. Rodolfo non avrebbe accettato il titolo di "Re", ma Ahmed non avrebbe concesso lo stile kayser o padişah. Il compromesso escogitato dagli ottomani fu quello di riconoscere Rodolfo come imperator, un atto interpretato dalla monarchia asburgica come una grande vittoria simbolica. È improbabile che lo stesso Ahmed considerasse questo come un riconoscimento di uno status eguale al suo, dato che a quel punto gli ottomani si erano dissociati dall'uso stilistico di imperator e non ritenevano tale attribuzione a un sovrano considerato inferiore e infedele come qualcosa che ferisse la dignità di Ahmed. Ahmed mantenne esclusivamente per se stesso anche i titoli kayser o padişah.